# 변규영
변규영(卞圭瑛, 1924년 7월 1일 ~ 1988년 8월 11일)은 대한민국 육군 장교이다. 한국 전쟁 당시 육군 소위로 제 6사단 19연대 1대대 1중대 3소대장으로 근무하여 경북 화수동 지역 전투에서  인민군 전차 8대를 파괴하고 적 5명을 생포하는 전공을 올려 1계급 특진과 50만 환의 상금, 그리고 금성을지무공훈장을 수여받았다.

## 생애[2]
1924년 7월 1일 경기도 이천에서 태어난 변규영은 6.25 전쟁 당시 6사단 본부 군수처에서 상사로 근무하다가 장교가 부족하자 8월 30일에 소위로 현지 임관하였다. 
임관 이후 소대장 임무를 수행하였고, 경북 화수동 지역 전투에서는 특공대장으로서 인민군 전차 8대를 파괴하고 적 5명을 생포하는 전공을 올렸다.
이후, 영천 전투에서 적 포탄에 의해 오른쪽 다리를 잃고 전쟁 이후 예비역 중령으로 전역하였다.

## 전차특공대 활약

### 당시 상황[3]
8월 초 북한군 제 2군단장이 제8사단으로 하여금 안강, 포항지구로 침투시키려 하였으나 대한민국 육군 제 8사단에 의해 의성지구에서 1개 대대 이상의 병력 손실을 당하고 계획을 변경하여 의흥, 신령으로 진출하도록 하였다. 따라서 북한군 제 8사단은 8월 중 의성, 의흥 등지에서 대한민국 육군 제 6사단과 격전을 벌이며 점차 남진해왔고, 8월 말에 이르러서는 신령 북쪽의 조림산 부근에서 대한민국 육군 제 6사단과 대치하기에 이르렀다. 하지만 연일 지속되는 대한민국 육군의 반격과 미 공군의 맹폭으로 북한군은 많은 피해를 입고 사기가 극도로 저하되어있는 상태였고, 이런 상황에서 9월 초에 최후의 발악적인 공격을 시도하고 있었다.

### 변규영 소위의 활약[4][5]
이러한 상황에서  전쟁 초기 육군 6사단 19연대 1대대 소대장으로 경북 신순 지구에서 북한군의 남침을 저지하는 임무를 수제 6사단장인 김종오 대령이 전차 8대를 파괴할 것을 제 19연대장 김익렬 대령에게 명했고, 연대장 김익렬 대령은 예하 제 1대대장 허용우 소령에게 특공대 편성을 명령했다. 이에 당시 제 1중대 3소대장이었던 변규영 소위가 자원하여 8 뿐만 아니라 영천지역까지 위협하는 상황에 직면하자 당시 변규영 소위는 사단으로부터 적의 전차를 파괴하라는 특명을 받고 특공대장으로 임명되었다. 
그리하여 1950년 9월 4일 밤, 변규영 소위는 자원한 병사 5명과 함께 3.5인치 로켓포 1문과 수류탄, 폭약, 소총 등으로 무장하고 아군으로부터 3km 전방에 위치한 집실 부락 도로 교차점까지 은밀히 진출, 잠복했다. 이어 적 전차가 접근해 오기를 기다렸다가 마침내 15m 전방까지 접근하는 적 전차를 향해 로켓포를 발사, 선두 전차 궤도를 명중시켜 파괴했고 차례로 후미 전차 2대를 파괴했다. 
이어서 뒤따라오던 전차에도 올라타 해치를 열고 수류탄을 던져 폭파시켰고 변규영 소위(당시 특공대장)의 용맹을 지켜 본 대원들이 가세하여 남은 전차를 잇달아 파괴하고 적군 5명을 생포하는 큰 전공을 세웠다.

### 결과
전차 8대를 격파당한 북한군은 의흥을 거쳐 대구로 우회 공격하려던 작전이 완전 실패하였고, 이로 인해 대한민국 육군은 대구 외곽선인 신령지구를 끝까지 방어할 수 있었을 뿐 아니라, 제 6사단이 낙동강 방어선에서 총반격전을 감행할 수 있는 계기까지 만들었던 것이다.

## 다른 기록[7][8]

### 상황
8월 31일에 입원 가료중인 허용우 소령이 제 19연대 제 1대대장으로 보직되었고, 같은 날 미군 전방 항공통제반도 동 대대에 파견되었다. 
허용우 1대대장은 부임하자마자 대대 방어진지의 전면적인 재편성을 하였다. 
그리고 다음날 9월 1일 21시경, 북한은 전차 2대와 보병 1개 소대로 편성된 보 · 전 협동부대로 공격하였으나 아군의 포화로 철수하였다. 
허용우 1대대장은 이 공격을 위력 수색으로 판단하여 대대 수색대를 적 지역에 침투시켰지만 대대 수색대는 적의 공격징후를 포착하는 데에 실패하였다.
그러나 수색을 마친 수색대가 넌덧 마을 뒷산에서 만난 마을 주민으로부터 북한이 밤에 보 · 전 협동공격을 실시할 것이라는 첩보를 듣고, 대대장은 즉시 작전회의를 소집하여 대응책을 강구하였다.

### 변규영 소위의 활약
9월 2일 20시 무렵 북한은 공격준비사격을 시작으로 수 미상의 전차를 필두로 공격을 개시하였다. 약 30분 간 북한의 포격이 대대 방어지역 후방으로 연신된 후, 북한의 선두 전차가 기동하고 따라서 2번 전차도 기동하기 시작하였다. 
얼마 후 북한의 선두 전차가 지뢰로 인해 길 옆으로 전복되었고, 국군의 대대 관측소에서 3발의 예광탄이 발사됨과 동시에 대대의 모든 화기가 일제히 사격을 개시하였다. 
사격 개시 약 20분 뒤, 변규영 소위를 특공대장으로 한 전차특공대는 적의 후미 전차에 3.5인치 로켓탄을 집중 사격하였고, 이어서 고개 아래의 적 전차 7대를 파괴하였다. 
이때, 전차특공대에 대항을 시도한 북한의 전차는 단 한대 뿐이었고, 전차특공대가 북한의 전차에 접근하였을 때에는 전차 내부에는 아무도 없었다.

### 결과
전차특공대가 적 전차를 파괴한 후, 다음날 이른 아침에 허용우 대대장은 갑령 고개 북쪽에도 적 전차가 있을 것으로 판단하고 항공지원을 요청하였다.
이에 06시경 갑령 고개 상공에 우군기가 나타나 갑령 고개~화수동과 북쪽 28번 도로상의 적 전차에 네이팜탄을 투하하여 파괴하였다.
이로 인해 북한은 21대의 전차가 파괴됨으로써 보 · 전 협동공격에 실패하였고, 신녕~하양~대구로 진격하려던 계획도 많은 차질을 빚게 되었다. 

## 변규영 예비역 중령의 증언[2]

### 상황
변규영 소위가 속한 19연대는 영천으로 가는 신령 고개 위에 배치되어 있었는데 인민군 16연대가 10여 대의 탱크로 공격하여 19연대가 큰 피해를 보았고, 인민군의 탱크로 인해 장병의 사기가 매우 떨어진 상태였다. 
9월 4일 새벽 1시경, 인민군의 탱크 10여 대가 일렬종대로 보병의 엄호도 없이 신령고개 위로 유유히 올라오고 있었다.

### 전차특공대
유유히 올라오는 인민군의 탱크를 보고 강성의, 하모 등 2명의 일등중사에게 수류탄 10여발씩을 나누어 주고 자신을 따르게 하였다. 
고갯길을 내려가 길가에 엎드려 있는데 총 14대의 탱크가 지나갔고, 이후 지뢰가 폭파하여 선두 탱크가 웅덩이에 빠졌고 이어 도로지뢰 폭파지점에서 3백미터 아래의 교량에 설치한 TNT가 터져 다른 한 대의 전차가 개울로 떨어졌다. 이로써 전차 8대가 꼼짝 못하게 되었고 나머지 6대는 후퇴하였다.
이후 앞 전차에서 인민군이 나오는 것을 변규영 소위, 강성의, 하모 일등중사 셋이서 카비으로 사살하였고, 이어 변규영 소위가 뛰어나가 탱크의 뚜껑을 두드리며 "야! 빨리 열어!"라고 외치며 뚜껑을 연 전차에 수류탄을 집어넣어 차례로 전차를 파괴하였다. 마지막 전차는 눈치를 채고 기관총을 쐈고, 변규영 소위는 이를 피해 전차에 올라타 뚜껑을 두드리며 "너희편 탱크는 다 죽었다. 문 열고 나오라." 라고 말하였고 장교 1명과 사병 4명을 생포하였다.

## 훈장
- 을지무공훈장

## 기념
- 2001년 9월 이달의 호국인물로 선정.(전쟁기념관)
- 2016년 11월 이달의 호국인물로 선정.(경기남부보훈청)

## 참고 문헌
- 이원복, 호국용사 100선, 명선출판사, 1976
- 국방부전사편찬위원회, 한국전쟁전투사 신령 · 영천 전투, 서울 : 國防部戰史編纂委員會, 1984
- 국방부 군사편찬연구소, 6 · 25 전쟁사 제 5집 - 낙동강선 방어작전, 국방부 군사편찬연구소, 2008
- 동아일보사, 민족의 증언 2, 중앙일보, 1983